# العلاقات البوروندية الكونغوية
العلاقات البوروندية الكونغولية هي العلاقات الثنائية التي تجمع بين بوروندي وجمهورية الكونغو.

## مقارنة بين البلدين
هذه مقارنة عامة ومرجعية للدولتين:
| وجه المقارنة                                              | بوروندي                                    | [[تصنيف:صفحات تستخدم رمز علم غير موجود\|]] جمهورية الكونغو |
| --------------------------------------------------------- | ------------------------------------------ | ---------------------------------------------------------- |
| المساحة (كم2)                                             | 27.83 ألف                                  | 342.00 ألف                                                 |
| عدد السكان (نسمة)                                         | 10.86 مليون                                | 5.26 مليون                                                 |
| الكثافة السكانية (ن./كم²)                                 | 390.23                                     | 15.38                                                      |
| العاصمة                                                   | بوجومبورا، جيتيغا                          | برازافيل                                                   |
| اللغة الرسمية                                             | اللغة الكيروندية، لغة فرنسية، لغة إنجليزية | لغة فرنسية                                                 |
| العملة                                                    | فرنك بوروندي                               | فرنك وسط أفريقي                                            |
| الناتج المحلي الإجمالي (بليون دولار)                      | 3.48 مليار                                 | 8.72 مليار                                                 |
| الناتج المحلي الإجمالي (تعادل القوة الشرائية) بليون دولار | 8.13 مليار                                 | 29.48 مليار                                                |
| الناتج المحلي الإجمالي الاسمي للفرد دولار أمريكي          | 277                                        | 1.85 ألف                                                   |
| الناتج المحلي الإجمالي للفرد دولار أمريكي                 | 77                                         |                                                            |
| مؤشر التنمية البشرية                                      | 0.400                                      | 0.591                                                      |
| رمز المكالمات الدولي                                      | +257                                       | +242                                                       |
| رمز الإنترنت                                              | .bi                                        | .cg                                                        |
| المنطقة الزمنية                                           | ت ع م+02:00                                | ت ع م+01:00                                                |

## منظمات دولية مشتركة
يشترك البلدان في عضوية مجموعة من المنظمات الدولية، منها:
| علم المنظمة | اسم المنظمة                                 | تاريخ انضمام بوروندي | تاريخ انضمام جمهورية الكونغو |
| ----------- | ------------------------------------------- | -------------------- | ---------------------------- |
|             | البنك الدولي للإنشاء والتعمير               | 28 سبتمبر 1963       | 10 يوليو 1963                |
|             | يونسكو                                      | 16 نوفمبر 1962       | 24 أكتوبر 1960               |
|             | أفريستات ‏                                   | 2006                 | 21 سبتمبر 1993               |
|             | منظمة التجارة العالمية                      | 23 يوليو 1995        | ?                            |
|             | وكالة ضمان الاستثمار متعدد الأطراف          | 10 مارس 1998         | 16 أكتوبر 1991               |
|             | البنك الإفريقي للتنمية                      | ?                    | ?                            |
|             | منظمة الشرطة الجنائية الدولية               | ?                    | ?                            |
|             | مؤسسة التمويل الدولية                       | 28 نوفمبر 1979       | 1 أكتوبر 1980                |
|             | الأمم المتحدة                               | 18 سبتمبر 1962       | 20 سبتمبر 1960               |
|             | الاتحاد الأفريقي                            | 25 مايو 1963         | ?                            |
|             | مجموعة دول أفريقيا والكاريبي والمحيط الهادئ | ?                    | ?                            |
|             | مؤسسة التنمية الدولية                       | 28 سبتمبر 1963       | 8 نوفمبر 1963                |
|             | منظمة حظر الأسلحة الكيميائية                | ?                    | ?                            |
|             | المركز الدولي لتسوية المنازعات الاستشارية   | 5 ديسمبر 1969        | 14 أكتوبر 1966               |